# 聖シモン・聖エレーナ教会

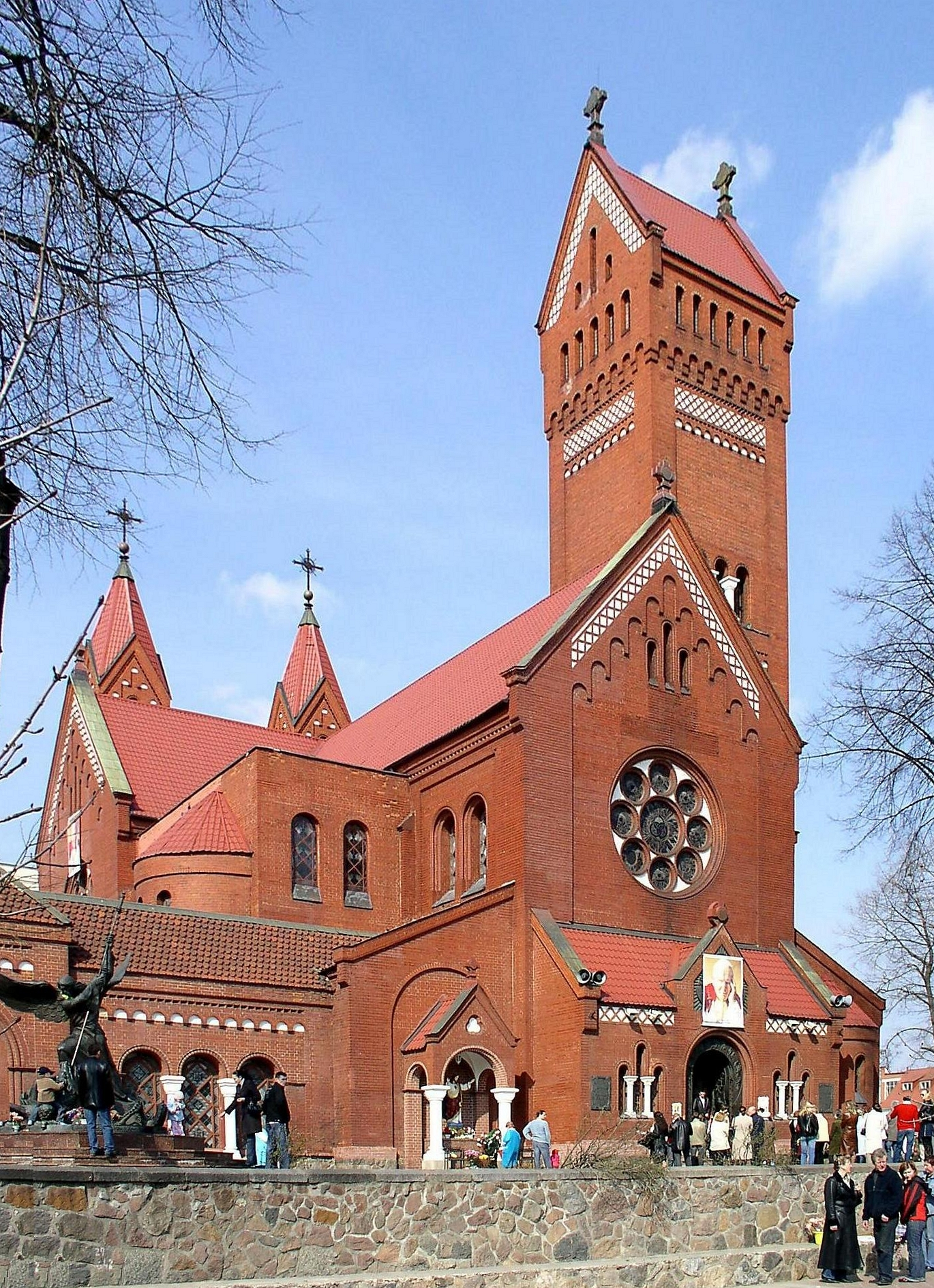

聖シモン・聖エレーナ教会（ベラルーシ語: Касцёл святых Сымона і Алены) は、赤い教会 (ベラルーシ語: Чырвоны касцёл) として知られるベラルーシミンスクの独立広場にあるローマ・カトリック教会である。
このネオ・ロマネスク様式の教会は、ポーランド人建築家であるTomasz Pajzderski と Władysław Marconiによって設計され、1905年から1910年の間に建てられた。壁のレンガはチェンストホヴァから、屋根のタイルはヴウォツワヴェクから来ている。建設は著名なベラルーシ人市民活動家であるエドヴァルド・ヴォイニロヴィッチによって融資された。教会はヴォイニロヴィッチの亡くなった子供シモンとヘレナを記念して名付けられ、献堂された。

## 歴史
1903年、約2,000人のミンスクのカトリック信者は地元当局に新しいカトリック教会を建設する場所を求める請願を提出した。この要求は認められ、1905年に建築が開始された。教会は1910年9月20日に献堂され、同年12月21日に公開された。
1923年、教会は赤軍に略奪され、ソビエト当局によって1932年に閉鎖され、国立のポーランド語劇場に変えられた。第二次世界大戦前、教会は映画館へと改築された。
1941年にドイツ占領当局は建物を教会として使用するように戻したが、戦争後は再び映画館『ソビエト・ベラルーシ』として使われた。 
1990年に建物はカトリック教会に返還され、それ以来宗教的、文化的かつ社会的に重要な中心となっている。また、ベラルーシギリシャカトリック教会の拠点でもある。
2006年には1928年に亡くなった教会の寄進者であるヴォイニロヴィッチがここに改葬されている。

## 長崎の鐘
2000年にはカトリック長崎大司教区（島本要大司教）が贈った献金を基にミンスク市で作られた「長崎の鐘」の複製が同市中心部にある独立広場に設置され、その後は当教会に移された。